# Präsidentschaftswahl im Jemen 2012
Die Präsidentschaftswahl im Jemen 2012 war eine am 21. Februar stattfindende Wahl, welche infolge der Proteste im Jemen 2011 angekündigt wurde. Der Präsident wird für eine Amtszeit von zwei Jahren gewählt und soll durch eine Regierung der nationalen Einheit und eine Verfassungsreform Grundlagen für einen demokratischen Wandel schaffen. Einziger Kandidat war der bisherige Vizepräsident Abed Rabbo Mansur Hadi.

## Vorgeschichte
Im Rahmen des Arabischen Frühlings kam es seit Dezember 2010 zu Protesten gegen die Regierungen in verschiedenen arabischen Staaten, die Ende Januar 2011 auch auf den Jemen übergriffen. Der seit 1978 autoritär herrschende Präsident Ali Abdullah Salih wurde insbesondere für schwere Armut und Hunger verantwortlich gemacht. Nach monatelangen gewaltsamen Zusammenstößen zwischen Sicherheitskräften und Demonstranten sowie Stammesmilizen stimmte Salih im November 2011 einem vom Golf-Kooperationsrat vermittelten Abkommen zu, wonach die Amtsgeschäfte an Vizepräsident Hadi übergehen und innerhalb von 90 Tagen Neuwahlen stattfinden sollen. Inzwischen befindet sich Salih in den USA, um sich medizinisch behandeln zu lassen.

## Im Vorfeld
Im bis 1990 unabhängigen Südjemen riefen Oppositionsgruppen zum Wahlboykott und zur Abspaltung vom Nordjemen auf. Einen Tag vor der Wahl wurde auf ein Wahllokal in der südjemenitischen Hafenstadt Aden ein Anschlag mit einer Granate verübt.
Bereits Mitte Januar äußerte sich US-Außenministerin Hillary Clinton sehr besorgt über die Lage im Jemen. Sie warnte, dass infolge der instabilen Situation der Einfluss von al-Qaida anwachse. Diese hatten die jemenitische Stadt Rada'a unter ihre Kontrolle gebracht. US-Präsident Barack Obama hingegen kündigte wenige Tage vor der Wahl in einem Brief an Hadi an, dass die USA „ein starker und verlässlicher Partner“ des Jemen sein werden und bekräftigte zugleich die Hoffnung auf einen politischen Wandel.

## Durchführung
Bei Durchführung der Wahl kam es zu Kämpfen. Dabei starben mindestens vier Menschen, davon zwei in Aden, wo wegen der Sicherheitsprobleme die Hälfte der 20 Wahllokale geschlossen wurden. Im Süden des Landes sollen etwa zehn Personen bei den Auseinandersetzungen gestorben sein.
In vielen Orten im Süden, die von Rebellen der al-Qaida im Jemen kontrolliert werden, wie etwa Zindschibar, gingen die Menschen nicht zur Wahl. Von Wahlbeobachtern wurde vermeldet, dass 60 Prozent der Einwohner zur Wahl gegangen sind. Hadi wurde mit 99,8 Prozent der Stimmen zum Präsidenten gewählt.